# دیو آلن
دیو آلن (به انگلیسی: Dave Allen) (متولد۶ ژوئیه ۱۹۳۶–۱۰ مارس ۲۰۰۵) یک کمدین ایرلندی مشهور در انگلستان، استرالیا و کانادا در دهه ۱۹۶۰ و ۱۹۷۰ بود. وی همچنین در ایالات متحده از طریق شوهای تلویزیونی‌اش شناخته شده‌است. او در اواخر ۱۹۸۰ و ۱۹۹۰ به کار خود تجدید حیات بخشید. در اوج کارهایش او جنجال‌برانگیزترین کمدین انگلیس بود، و به‌طور معمول خشم گروه‌های محافظه‌کار را با آشکارا گفتن از ریاکاری‌های سیاسی و عدم احترام به مقامات و باورهای مذهبی برمی‌انگیخت.